# 高桥百合子
高桥百合子（日语：／ Takahashi Yuriko，1973年7月28日—），日本女子举重运动员。她曾代表日本参加1994年亚洲运动会举重比赛，获得一枚铜牌。她也曾参加2000年夏季奥林匹克运动会。